# Davit Bodaveli
Davit Bodaveli (* 3. července 1956 Dušeti) je bývalý sovětský zápasník–judista a sambista gruzínské národnosti.

## Sportovní kariéra
Připravoval se v Tbilisi vojenském vrcholovém sportovním centru. V sovětské judistické reprezentaci se prosazoval krátce na počátku osmdesátých let ve střední váze do 86 kg. V roce 1981 zastupoval na pozici reprezentační jedničky zraněného Alexandra Jackeviče. V roce 1982 zvítězil jako první gruzínský judista na prestižním Kano Cupu.